# São Felipe d'Oeste
São Felipe d'Oeste is een gemeente in de Braziliaanse deelstaat Rondônia. De gemeente telt 6.412 inwoners (schatting 2009).
De gemeente grenst aan Pimenta Bueno, Primavera de Rondônia, Rolim de Moura, Santa Luzia d'Oeste en Parecis.